# Alexandra Daddario
Alexandra Anna Daddario (New York, 16 marzo 1986) è un'attrice statunitense.
Attiva al cinema e in televisione, è salita alla ribalta grazie al ruolo di Annabeth Chase nella serie cinematografica Percy Jackson e gli dei dell'Olimpo, mantenendo popolarità con i ruoli di Blake Gaines in San Andreas e Summer Quinn in Baywatch. Sul grande schermo ha inoltre preso parte a pellicole come Libera uscita e Non aprite quella porta 3D, mentre in televisione si è fatta notare per le partecipazioni a serie come White Collar, C'è sempre il sole a Philadelphia, True Detective, The White Lotus e American Horror Story: Hotel.

## Biografia

### Primi anni
Alexandra è nata a New York in una famiglia di avvocati di origini italiane, irlandesi, inglesi e ungheresi. Ha un fratello, Matthew, anch'egli attore, e una sorella, Catharine. Il nonno paterno, Emilio Q. Daddario, è stato rappresentante democratico alla Camera dei Rappresentanti per lo stato del Connecticut dal 1959 al 1971. Alexandra, durante la sua infanzia e adolescenza, ha vissuto nei quartieri più eleganti di New York (Upper East Side) e nella casa di campagna di Southampton (Long Island).
Ha raccontato di aver sentito la vocazione a diventare attrice all'età di undici anni assistendo al musical di Broadway Les Misérables. Ha praticato diversi sport, tra cui il nuoto, ha studiato pianoforte e per anni si è perfezionata nella recitazione con il metodo Meisner.
Ha frequentato il prestigioso liceo femminile Brearley di New York dove ha avuto l'opportunità di svolgere le prime attività teatrali, vestendo i panni di Ortensio ne La bisbetica domata di Shakespeare e quelli della non vedente Sophie in Artist Descending a Staircase di Tom Stoppard. Lavorando a chiamata, doveva essere sempre pronta a lasciare gli impegni scolastici per girare le scene richieste, per questo, al secondo anno della High School decise di iscriversi alla Professional Children's School, pensata per gli studenti impegnati nel mondo dello spettacolo. In seguito si è iscritta al Marymount Manhattan College.

### Carriera

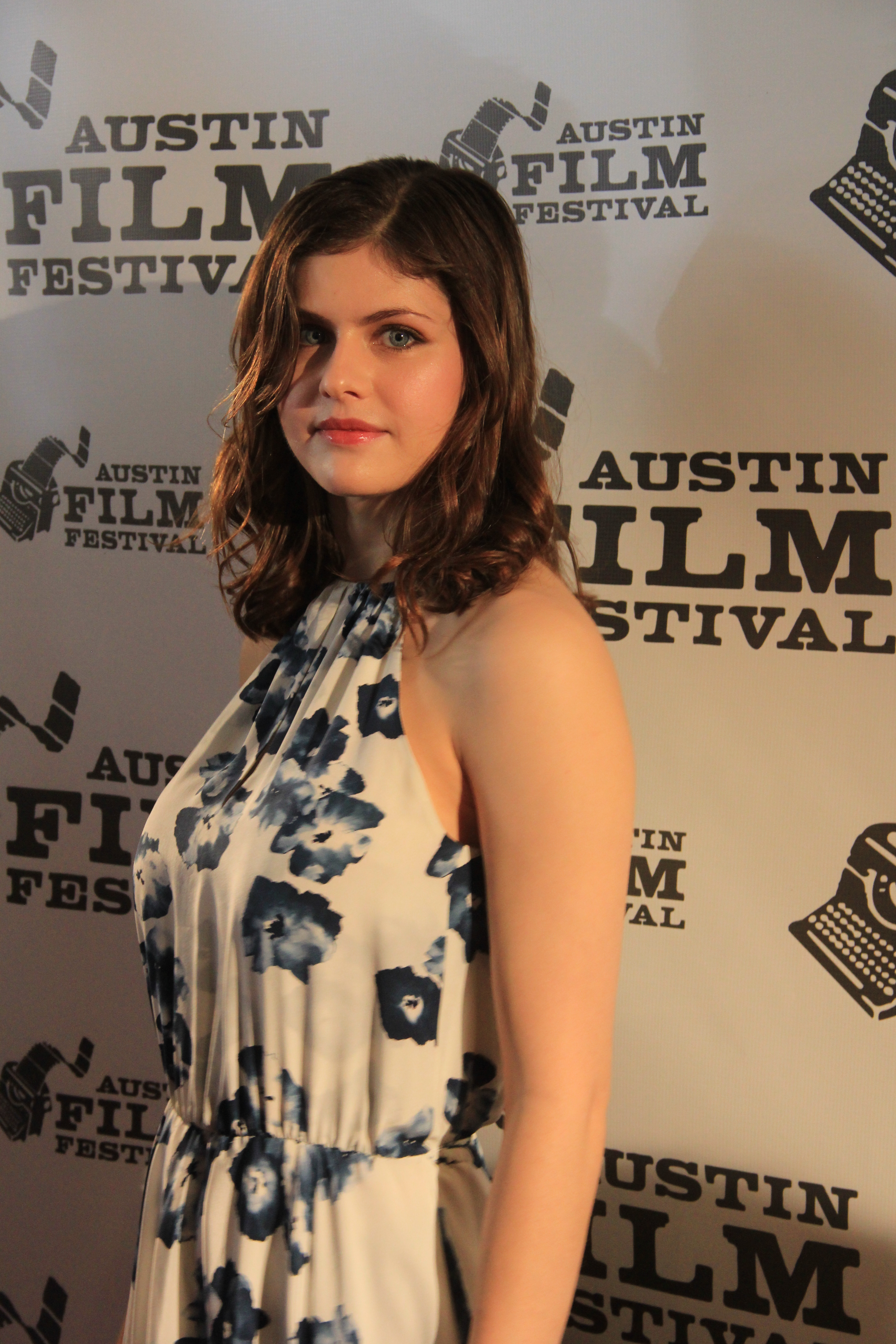
Daddario nel 2016 all'Austin Film Festival

Il suo debutto televisivo è avvenuto a dodici anni in uno spot della Barbie.
Nel 2002, all'età di 16 anni, ha lavorato nel corto di Jim Bernfield, Best Thanksgiving Ever, presentato al 15° Columbia University Film Festival. Nel film, della durata complessiva di 8 minuti, Alexandra interpreta Michelle, l'amore impossibile del protagonista adolescente. Nello stesso anno arriva la prima grande occasione: Alexandra debutta nella soap opera La valle dei pini, interpretando il personaggio di Laurie Lewis.
Nel 2009 ha ottenuto il ruolo ricorrente di Kate in White Collar che le ha dato una discreta notorietà. Negli anni del College ha interpretato ruoli minori anche sul grande schermo, in film quali Il calamaro e la balena, L'amore giovane, The Babysitters, The Attic. Interpreta il suo primo ruolo da protagonista nello slasher Bereavement di Steven Mena, girato nel 2007, ma uscito solo nel 2011. Il film non è mai stato distribuito in Italia.
Il successo cinematografico arriva nel 2010 con il primo film della serie Percy Jackson e gli dei dell'Olimpo, Il ladro di fulmini. In seguito Alexandra appare in 5 episodi della terza stagione di Parenthood e nella commedia dei fratelli Farrelly Libera uscita. Nel 2012 appare nel videoclip della canzone Radioactive degli Imagine Dragons. È nuovamente protagonista di un horror in Non aprite quella porta 3D (2013) e torna sul set del secondo capitolo della saga di Percy Jackson, Il mare dei mostri.
Nel 2014 appare nella prima stagione della serie TV True Detective: suscita un certo clamore la sua scena di nudo col protagonista Woody Harrelson. Nello stesso anno Alexandra gira un film indipendente dal titolo Unreachable by Conventional Means, non ancora uscito nelle sale. È inoltre una delle interpreti principali di Sotterrando la mia ex, commedia horror di Joe Dante, presentata fuori concorso al Festival del Cinema di Venezia 2014.
Nel 2015 torna sul grande schermo con il film catastrofico San Andreas, affiancando Dwayne Johnson. Nello stesso anno recita un cameo nell'episodio pilota di The Last Man on Earth, è testimonial dell'azienda elvetica di orologi Movado e compare come guest nella serie TV American Horror Story: Hotel. 
Agli inizi del 2016, ha un piccolo ruolo nell'adattamento cinematografico del romanzo di Nicholas Sparks La scelta - The Choice. L'anno dopo viene scritturata per il ruolo di Summer nella versione cinematografica di Baywatch, ancora a fianco di Dwayne Johnson; sempre nel 2017 è co-protagonista, a fianco di Kate Upton, nella commedia Un uragano all'improvviso di William H. Macy.
Nel 2018 è apparsa nel video musicale Wait dei Maroon 5 e ha recitato come co-protagonista nella commedia romantica Se ci conoscessimo oggi; ha inoltre recitato nei thriller Mistero al castello Blackwood e Night Hunter. L'anno seguente ha prodotto e interpretato due film: Sai tenere un segreto?, basato sul romanzo omonimo di Sophie Kinsella, e la commedia horror We Summon the Darkness.
Nel 2020 è stata protagonista nel noir Lost Girls & Love Hotels, ambientato a Tokyo. È apparsa inoltre nel distopico Songbird, il primo film girato a Los Angeles durante la pandemia di COVID-19. Nel 2021 ha recitato come protagonista in Die in a Gunfight, rivisitazione moderna di Romeo e Giulietta, e nella miniserie di satira sociale The White Lotus.

## Vita privata
Dal 2021 ha una relazione con il produttore Andrew Form, cofondatore di Platinum Dunes. Nello stesso anno la coppia ha annunciato il loro fidanzamento, per poi convolare a nozze nel giugno 2022.

## Filmografia

### Attrice

#### Cinema

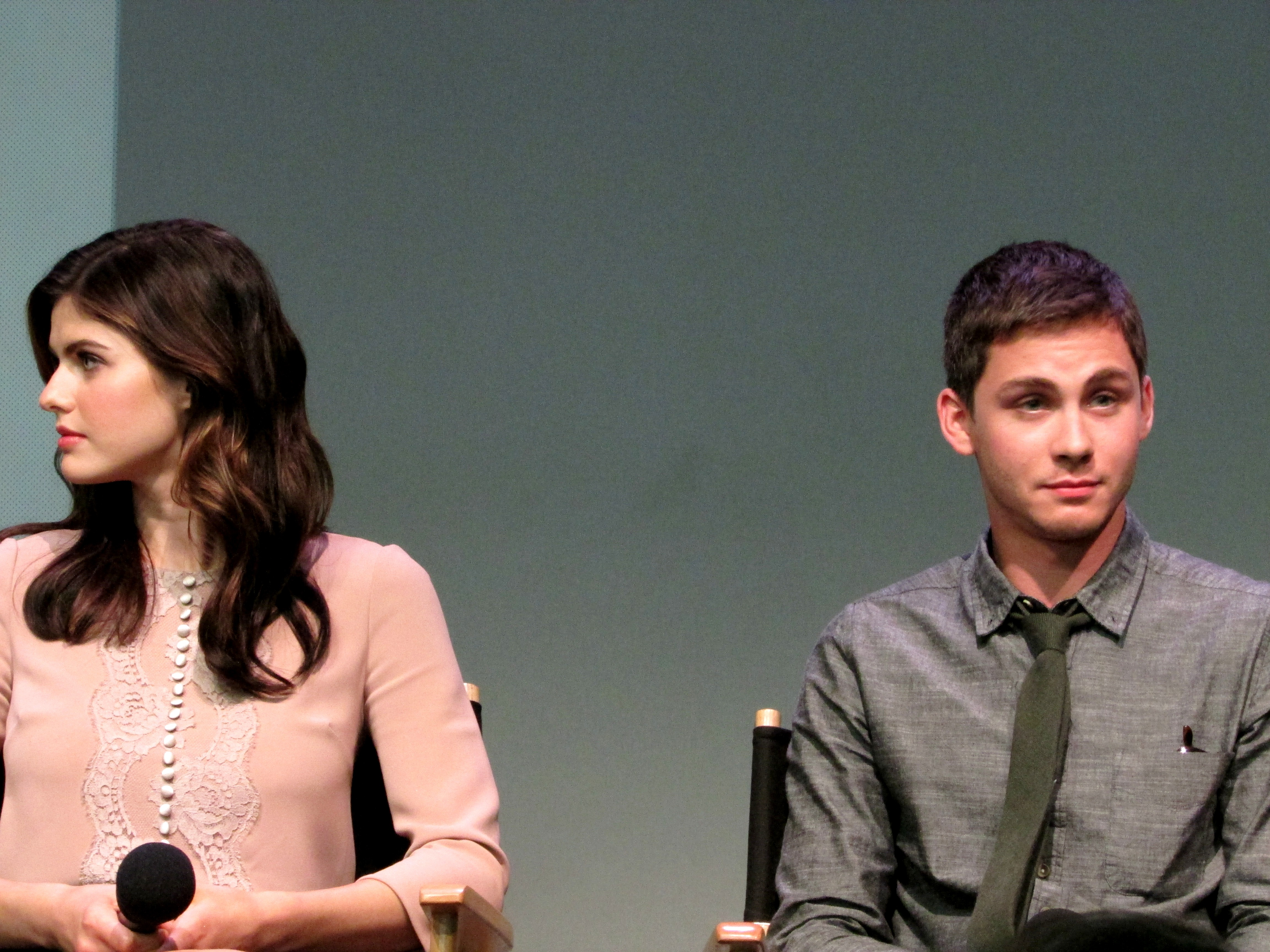
Daddario (a sinistra) e Logan Lerman nel 2013 all'Apple Store di SoHo per la promozione di Percy Jackson e gli dei dell'Olimpo - Il mare dei mostri.

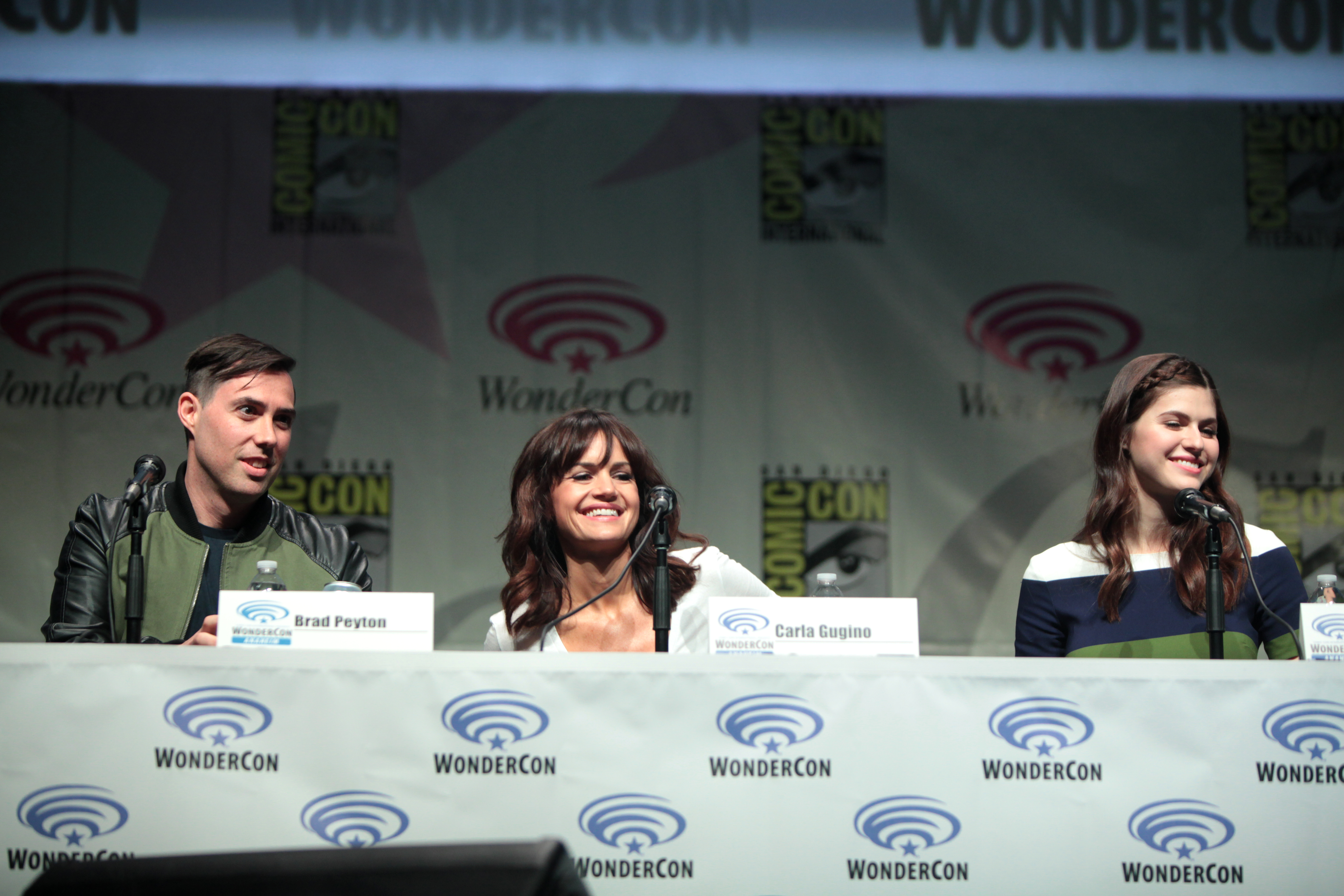
Da destra: Daddario, Carla Gugino e Brad Peyton nel 2015 al WonderCon di Anaheim per San Andreas

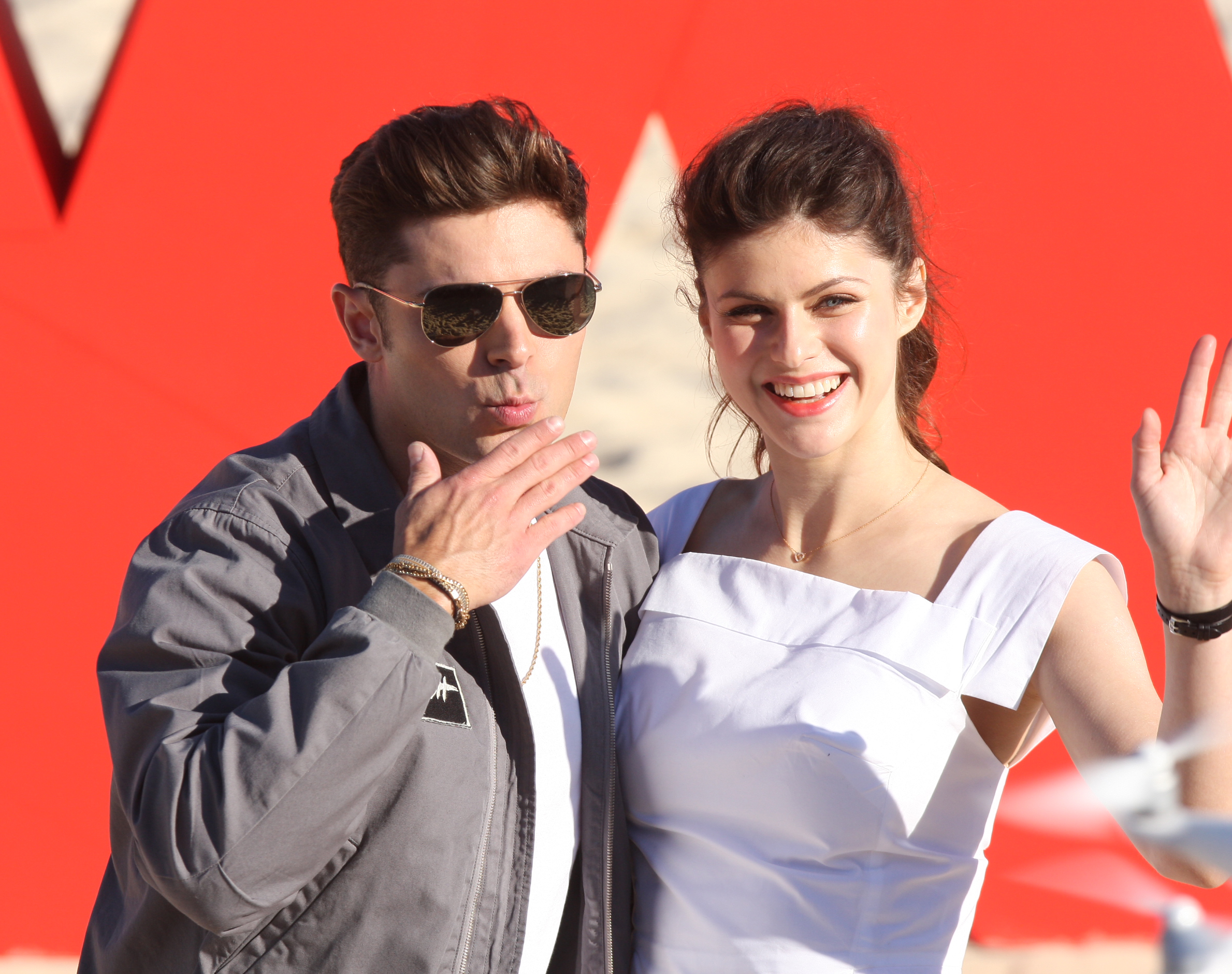
Daddario (a destra) e Zac Efron nel 2017 in occasione del lancio di Baywatch

- Il calamaro e la balena (The Squid and the Whale), regia di Noah Baumbach (2005)
- Pitch, regia di Ian Gelfand (2006)
- L'amore giovane (The Hottest State), regia di Ethan Hawke (2006)
- The Babysitters, regia di David Ross (2006)
- The Attic, regia di Mary Lambert (2008)
- Percy Jackson e gli dei dell'Olimpo - Il ladro di fulmini (Percy Jackson & the Olympians: The Lightning Thief), regia di Chris Columbus (2010)
- Bereavement, regia di Stevan Mena (2010)
- Libera uscita (Hall Pass), regia di Peter e Bobby Farrelly (2011)
- Non aprite quella porta 3D (Texas Chainsaw 3D), regia di John Luessenhop (2013)
- Percy Jackson e gli dei dell'Olimpo - Il mare dei mostri (Percy Jackson: Sea of Monsters), regia di Thor Freudenthal (2013)
- Sotterrando la mia ex (Burying the Ex), regia di Joe Dante (2014)
- San Andreas, regia di Brad Peyton (2015)
- La scelta - The Choice (The Choice), regia di Ross Katz (2016)
- Baked in Brooklyn, regia di Rory Rooney (2016)
- Baywatch, regia di Seth Gordon (2017)
- Un uragano all'improvviso (The Layover), regia di William H. Macy (2017)
- Casa Casinò (The House), regia di Andrew Jay Cohen (2017)
- Se ci conoscessimo oggi (When We First Met), regia di Ari Sandel (2018)
- Night Hunter, regia di David Raymond (2018)
- Mistero al castello Blackwood (We Have Always Lived in the Castle), regia di Stacie Passon (2018)
- Sai tenere un segreto? (Can You Keep a Secret?), regia di Elise Duran (2019)
- L'evocazione - We Summon the Darkness, regia di Marc Meyers (2019)
- Lost Transmissions, regia di Katharine O'Brien (2019)
- Lost Girls and Love Hotels, regia di William Olsson (2020)
- 1 Night in San Diego, regia di Penelope Lawson (2020)
- Songbird, regia di Adam Mason (2020)
- Die in a Gunfight - Un buon modo per morire (Die in a Gunfight), regia di Collin Schiffli (2021)
- Wildflower, regia di Matt Smukler (2022)
- I Wish You All the Best, regia di Tommy Dorfman (2024)
- A Tree Fell in the Woods, regia di Nora Kirkpatrick (2025)

#### Televisione
- La valle dei pini (All My Children) – serial TV, 43 puntate (2002-2003)
- Law & Order - I due volti della giustizia (Law & Order) – serie TV, episodi 15x10-17x08 (2004-2006)
- Law & Order: Criminal Intent – serie TV, episodi 5x06-8x10 (2005-2009)
- Conviction – serie TV, episodio 1x01 (2006)
- I Soprano (The Sopranos) – serie TV, episodio 6x08 (2006)
- Damages – serie TV, episodio 2x01 (2009)
- Life on Mars – serie TV, episodio 1x10 (2009)
- Nurse Jackie - Terapia d'urto (Nurse Jackie) – serie TV, episodio 1x01 (2009)
- White Collar – serie TV, 7 episodi (2009-2012)
- Odd Jobs – webserie (2010)
- Parenthood – serie TV, 5 episodi (2011-2012)
- C'è sempre il sole a Philadelphia (It's Always Sunny in Philadelphia) – serie TV, episodio 8x04 (2012)
- True Detective – serie TV, 4 episodi (2014)
- New Girl – serie TV, episodio 3x20-4x07(2014)
- Married – serie TV, episodio 1x01 (2014)
- The Last Man on Earth – serie TV, episodio 1x01 (2015)
- American Horror Story – serie TV, episodi 5x07-5x09-5x10 (2015)
- Workaholics – serie TV, episodio 6x03 (2016)
- Why Women Kill – serie TV, 10 episodi (2019)
- The White Lotus – serie TV, 6 episodi (2021)
- Mayfair Witches – serie TV, 8 episodi (2022)

#### Videoclip
- Radioactive - Imagine Dragons (2012)
- Judy French - White Reaper (2017)[22]
- Wait - Maroon 5 (2018)[23]

### Doppiatrice
- Battlefield Hardline – videogioco (2015)
- Wasp in Marvel Avengers Academy – videogioco (2016)
- Lois Lane in Superman: Man of Tomorrow – film d'animazione (2020)

## Riconoscimenti
- Premio Emmy
  - 2022 – Candidatura per la migliore attrice non protagonista in una miniserie o film televisivo per The White Lotus[24]
- MTV Movie Awards
  - 2013 – Candidatura per la performance più terrorizzante per Non aprite quella porta 3D[25]
- Teen Choice Awards
  - 2010 – Candidatura come miglior attrice rivelazione in un film per Percy Jackson e gli dei dell'Olimpo - Il ladro di fulmini[26]
  - 2015 – Candidatura come miglior attrice in un film d'azione per San Andreas[27]
  - 2017 – Candidatura come miglior attrice in un film commedia per Baywatch[28]

## Doppiatrici italiane
Nelle versioni in italiano dei suoi lavori, Alexandra Daddario è stata doppiata da:
- Gemma Donati in Percy Jackson e gli dei dell'Olimpo - Il ladro di fulmini, Percy Jackson e gli dei dell'Olimpo - Il mare dei mostri, San Andreas, Parenthood, The White Lotus
- Federica De Bortoli in American Horror Story, Se ci conoscessimo oggi, Sai tenere un segreto?, Die in a Gunfight - Un buon modo per morire
- Valentina Favazza in Non aprite quella porta 3D, Baywatch, Burying the Ex
- Letizia Scifoni in White Collar, La scelta - The Choice (ridoppiaggio)
- Veronica Puccio in Libera uscita
- Domitilla D'Amico in True Detective
- Francesca Tardio in La scelta - The Choice
- Gaia Bolognesi in Songbird

Da doppiatrice è stata sostituita da:
- Lucy Matera in Battlefield Hardline